# 舟橋・立山天然温泉 湯めごこち
舟橋・立山天然温泉 湯めごこち（ふなはし・たてやまてんねんおんせん ゆめごこち）は、富山県中新川郡舟橋村にある温泉、および同温泉を使用した日帰り入浴施設である。富山県道6号富山立山公園線沿いに位置する。

## 温泉概要
地下1,588 mから汲み上げたナトリウム塩化物強塩温泉である。アルカリ性で、保湿効果と保温効果に優れ、美肌の湯として好評である。溶存物質は1,120 mg/kg。
なお、源泉名は『ふなはし温泉 1号井』となっている。

## 『湯めごこち』概要
2009年（平成21年）12月25日に開業。森崎グループら建設業の共同経営である株式会社M＆Bによる運営。木曜定休、営業時間は平日は10時、休日は9時から24時迄。
敷地面積約1.3ha、木造平屋建て延床面積約1,740m2で、浴場には内湯、露天風呂、イベント湯、サウナ、つぼ湯が男湯と女湯に1つずつ設置されている。ゲルマニウムを使用した岩盤浴も完備されており、定期的に岩盤ヨガ（別料金）も開催されている。駐車場の収容台数は270台分である。
2019年（令和元年）10月28日から10月31日の4日間にかけて改装工事を行い、同年11月1日に露天風呂がリニューアルオープンした。同リニューアルに伴い、つぼ湯とジェット湯が新設された。
富山県内最大級の庭園露天風呂と外気浴エリアを完備。

## アクセス
富山地方鉄道本線寺田駅から車で5分。